# Corydoras griseus
Corydoras griseus, thường được gọi là cá chuột xám, là một loài cá da trơn nước ngọt nhiệt đới thuộc chi Corydoras trong họ Callichthyidae. Loài này được tìm thấy trong các nhánh sông nhỏ thuộc lưu vực sông Amazon (thuộc lãnh thổ Brazil). Loài này được mô tả lần đầu tiên vào năm 1940.
Tên gọi của loài này, griseus, có nghĩa là "màu xám", chỉ đến sắc màu đặc trưng trên cơ thể của chúng.

## Mô tả
C. griseus trưởng thành dài khoảng 4,2 – 5 cm. Chúng thường sống ở tầng đáy của các sông hồ, thích hợp với môi trường nước có độ pH từ 6,0 đến 8,0, độ cứng của nước khoảng 2 - 25 dGH và nhiệt độ khoảng từ 22 đến 26 °C. Thức ăn chủ yếu của C. griseus là giun, côn trùng, động vật giáp xác và rong rêu. Cá mái đẻ trứng trong thảm thực vật dày và không bảo vệ trứng. Ở C. griseus trưởng thành, cá đực có xu hướng nhỏ hơn so với cá mái.
Tương tự như các loài khác trong Corydoras, C. griseus  cũng được nuôi làm cá cảnh.

## Sinh sản
Tới mùa sinh sản, cá mái giữ 2 - 4 quả trứng giữa vây bụng của nó, cá đực sẽ thụ tinh trong khoảng 30 giây. Sau đó, cá mái sẽ bơi đến một nơi thích hợp, nơi nó sẽ gắn những quả trứng rất dính lên bề mặt. Các cặp cá sẽ lặp lại quá trình này cho đến khi khoảng 100 quả trứng đã được thụ tinh.